# Bombylius montanus
Bombylius montanus är en tvåvingeart som beskrevs av Efflatoun 1945. Bombylius montanus ingår i släktet Bombylius och familjen svävflugor.
Artens utbredningsområde är Egypten. Inga underarter finns listade i Catalogue of Life.